# Meness (zespół muzyczny)
Meness – polski zespół rockowy (hard & heavy) z Krakowa.
Grupa została założona w 1981 w Klubie Studenckim „Zaścianek” przez studentów Akademii Górniczo-Hutniczej Macieja Śliwińskiego wraz z Jackiem Ciubą i Waldemarem Krupińskim. Nazwa „Meness” została nadana formacji (bez nawiązywania do imienia bałtyjskiego boga Księżyca) przez Śliwińskiego, który był także projektodawcą logo grupy.

## Występy, trasy koncertowe
Już w kilka miesięcy po debiucie w „Zaścianku”, w 1982 grupa Meness zajęła III miejsce wśród zespołów konkursowych na przeglądzie w Brodnicy „Rock na Pojezierzu” (późniejszy „Muzyczny Camping”). W tym samym roku na festiwalu „Open Rock” w Krakowie, zespół zdobył I miejsce, a w III Ogólnopolskim Przeglądzie Muzyki Młodej Generacji Jarocin’82 przy dużej konkurencji zajął wysoką IV lokatę.
Rosnąca popularność zespołu przyczyniła się do napływu ofert wspólnych występów z czołowymi polskimi formacjami rockowymi. Pod koniec 1982 kapela wyjechała na trasę koncertową z Lady Pank. W 1983 odbyła się wspólna trasa z Turbo. Następnie Meness występował z TSA na festiwalu “Rock nad Bałtykiem”, po czym wyruszył na swoją trzecią trasę, z Lombardem. W 1984 Meness wystąpił jako gość specjalny na festiwalu „Šariš Rock Fest” na Słowacji.

## Sesje nagraniowe, teledyski
Dwie pierwsze sesje nagraniowe zespołu miały miejsce w 1983 w studiu Teatru STU. Trzecia sesja odbyła się w studiu Tonpressu. Zrealizowano wówczas utwór One perfect love [Epitafium dla Ewki], który zyskał popularność na antenie radiowej „Trójki”. Studio Tonpressu wykorzystano również w 1985 w celu rejestracji kolejnych czterech utworów, z czego dwa ukazały się na singlu zawierającym utwory Trzeba dalej jakoś żyć oraz Nieprawdziwe słowa autorstwa Wiesława Samitowskiego (słowa), M. Śliwińskiego i W. Dudka (muzyka).
Dla Telewizyjnej Listy Przebojów Programu 2 TVP w 1985 Meness nagrał teledysk Nieprawdziwe słowa, a w 1986 wideoklip W teledysku. Zrealizowane były one w studiu TVP Kraków przez reżysera Krzysztofa Haicha. Oba prezentowano w Programie 2 TVP, zajmując czołowe miejsca na telewizyjnej liście przebojów, co spowodowało, że zespół wystąpił w koncertach Finału Przebojów Dwójki w Katowicach (1985) i we Wrocławiu (1986). Koncerty te zostały zarejestrowane przez Program 2 TVP i były emitowane w święta Bożego Narodzenia.

## Materiał na płytę długograjacą
W 1986 dla Klubu Płytowego „Razem” w studiu Teatru STU został nagrany materiał do debiutanckiego longplaya Menessu. W nagraniu płyty wzięli udział: Wiesław „Spontan” Dudek – śpiew, Mariusz Dziedzic – śpiew, Maciej Śliwiński – gitara, Przemysław Stopa – gitara, Alan Sors Baster – perkusja (Chwila Nieuwagi, Turbo, Piotr Zander, Bajm, Mr. Blotto), Grzegorz Górkiewicz – instrumenty klawiszowe (Skaldowie, Ewa Demarczyk, Little Egoists), Paweł “Bejbi” Mąciwoda-Jastrzębski – bas (Düpą, Püdelsi, TSA, Walk Away, Złe Psy, Little Egoists, Urszula & Jumbo, Oddział Zamknięty, Scorpions). Do wydania albumu z tym materiałem jednak nigdy nie doszło.
Lider Menessu Śliwiński współpracował również z Mąciwodą w nagraniu w krakowskim Studiu Polskiego Radia płyty długogrającej „Little Egoists – Radio Wieliczka” wydanej w 1988 w Szwajcarii przez Face Music Switzerland (FM 50003). Gdy w 1990 Maciej Śliwiński wyjechał do Stanów Zjednoczonych, grupa zakończyła działalność.

## Najbardziej znane utwory
Najbardziej znane utwory Menessu: One perfect love [Epitafium dla Ewki] (5:58), Nieprawdziwe słowa (4:33), Trzeba jakoś dalej żyć (3:17), W teledysku (4:36), Otwórz drzwi (3:31), Czarny bal (4:52), Obudź się (3:32), Szmal, Dziunek, Kiepski szuler.

## Składy zespołu w 1981-1989
- 1981: Maciej Śliwiński – śpiew, gitara, Waldemar Krupiński – gitara, Jacek Ciuba – bas, Marek Cichoń – perkusja[12];
- 1982: Maciej Śliwiński – śpiew, gitara, Waldemar Krupiński – gitara, Jacek Ciuba – bas, Mieczysław Felecki – bas (Kapitan Nemo), Maciej Schejbal – perkusja (Ewa Demarczyk, Marek Grechuta, Tony Cedras);
- 1983: Maciej Śliwiński – gitara, śpiew, Waldemar Krupiński – gitara, Mieczysław Felecki – bas (Kapitan Nemo), Maciej Schejbal – perkusja (Ewa Demarczyk, Marek Grechuta, Tony Cedras);
- 1984: Wiesław „Spontan” Dudek – śpiew, Maciej Śliwiński – gitara, Waldemar Krupiński – gitara, Mieczysław Felecki – bas (Kapitan Nemo), Alan Sors Baster – perkusja (Chwila Nieuwagi, Turbo, Piotr Zander, Bajm, Mr. Blotto)[13], Jerzy Schirmer – instrumenty klawiszowe;
- 1985: Wiesław „Spontan” Dudek – śpiew, Maciej Śliwiński – gitara, Waldemar Krupiński – gitara, Bogusz Rutkiewicz – bas (Turbo, Black Cat, Sir Saw, Kierowca Bombowca, Szalaban, Aion, Doctrine X, Gotham[14]), Alan Sors Baster – perkusja (Chwila Nieuwagi, Turbo, Piotr Zander, Bajm, Mr. Blotto), Jerzy Schirmer – instrumenty klawiszowe;
- 1986: Wiesław „Spontan” Dudek – śpiew, Jarosław Rostkowski – śpiew (Rezerwat), Maciej Śliwiński – gitara, Waldemar Krupiński – gitara, Jacek Ciuba – bas, Grzegorz Schneider – perkusja (Dżem, Chłopcy z Placu Broni, Homo Twist, Pod Budą, Gienek Loska Band, Makar Trio)[15], Mariusz Dziedzic – instrumenty klawiszowe;
- 1987-1989: Jarosław Majka – śpiew (Ziyo), Maciej Śliwiński – gitara (Little Egoists), Piotr Kruk – gitara (Chłopcy z Placu Broni), Robert Świątek – bas (Chłopcy z Placu Broni), Wojciech Feć – perkusja, Marcin Kotarba – perkusja.

## Reaktywacja
W 2009 Śliwiński odświeżył markę Meness, organizując nowy zespół o tej nazwie. Formacja ta przetrwała do 2013. Skład drugiego wcielenia Menessu:
- 2009: Piotr Szczodry – śpiew, Maciej Śliwiński – gitara (Little Egoists), Tomasz Futro – bas, Mateusz Tokarczyk – gitara, Jakub Marduła – perkusja;
- 2011: Joanna Pańszczyk – śpiew, Maciej Śliwiński – gitara (Little Egoists), Tomasz Futro – bas, Jakub Marduła – perkusja.

W tym składzie, wraz z Mateuszem Tokarczykiem, zespół nagrał w 2011 minialbum (EP) zawierający utwory: Ona czeka (4:05), Krystaliczne dusze (3:54), Zagadka (4:07), Grzeszny smak (4:15), Burzliwa natura (3:59).

## Dyskografia 1982-2011
1. Meness (1982, kaseta demo)
2. Nieprawdziwe słowa/Trzeba dalej jakoś żyć (1985, singiel KAW S-543, Tonpress)[6]
3. Meness (2011, EP)
4. Ballady rockowe vol. 5; Trzeba dalej jakoś żyć (2012, CD 11348, kompilacja, MTJ)[16]